# Bățălar, Hunedoara
Bățălar este un sat în comuna Bretea Română din județul Hunedoara, Transilvania, România.

## Imagini

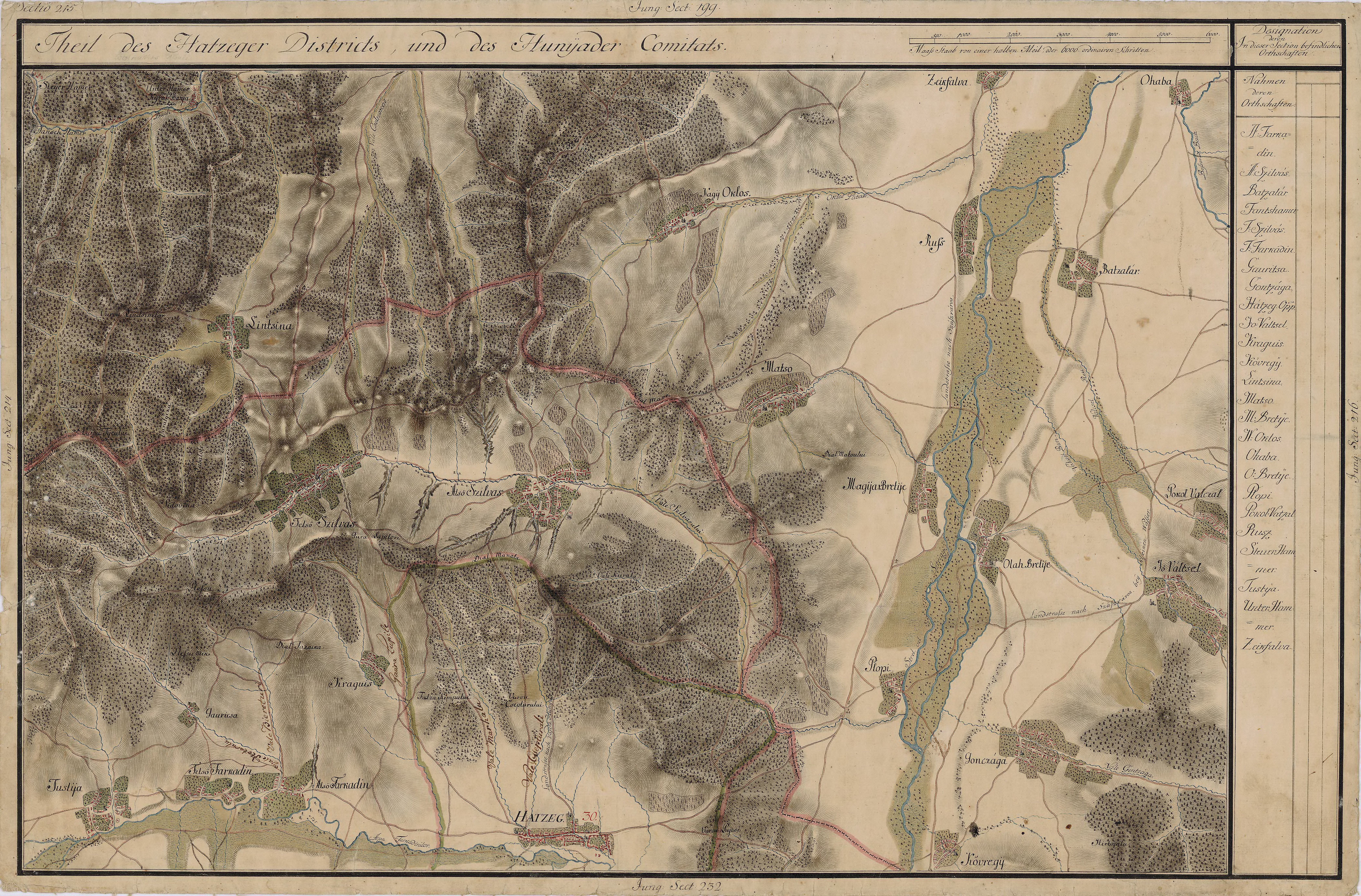
Bățălar în Harta Iosefină a Transilvaniei, 1769-1773